# Antonio Pais Castroagudín
Antonio Pais Castroagudín   (Padrón, 7 de desembre de 1938 - Santiago de Compostel·la, 13 de març de 2018) va ser un futbolista gallec de la dècada de 1960.

## Trajectòria
Es formà al Club Arenal de Santiago de Compostel·la (1955-1957), etapa en què jugà amb la selecció de Galícia juvenil, i fou internacional juvenil amb Espanya al Campionat d'Europa de 1957, essent subcampió. A més, la temporada 1956-57 assolí l'ascens a Tercera Divisió. A continuació jugà al Club Juvenil de La Corunya i al Club Santiago (1958-59) a Tercera. L'any 1959 fitxà pel Celta de Vigo, a Segona Divisió, on hi romangué dues temporades. L'any 1961 fou traspassat al FC Barcelona a canvi d'1.800.000 pessetes. Però al Barça no triomfà, jugant només una temporada, vuit partits de lliga. L'any 1962 fou traspassat al RCD Mallorca, i el 1963, reclamat per Antoni Ramallets signà pel Reial Saragossa, club un jugà durant sis temporades, els que serien els millors anys de la seva carrera. Amb el Saragossa guanyà dues copes (1964, 1966) i una Copa de Fires (1964).

## Palmarès
- Copa de Fires:
  - 1963-64
- Copa espanyola:
  - 1963-64, 1965-66